# Paa fasciculispina
Paa fasciculispina (tên tiếng Anh: Spiny-breasted Giant Frog) là một loài ếch trong họ Ranidae.
Loài này có ở Campuchia và Thái Lan.
Các môi trường sống tự nhiên của chúng là các khu rừng ẩm ướt đất thấp nhiệt đới hoặc cận nhiệt đới và sông. Loài này đang bị đe dọa do mất môi trường sống.